# Georg Haas (Meteorologe)
Georg Haas (* 14. Juni 1978 in Leipzig, Deutsche Demokratische Republik) ist ein deutscher Meteorologe und Moderator.

## Leben
Er besuchte von 1985 bis 1989 die Mozartgrundschule in Linz in Oberösterreich in Österreich. Danach ging er auf das Khevenhüller Gymnasium Linz, wo er 1997 maturierte. Im Anschluss studierte er zunächst Medizin und von 2000 bis 2006 Meteorologie an der Universität Innsbruck. Seine Diplomarbeit am Institut für Meteorologie und Geophysik vom Oktober 2006 hatte das Thema Nordföhn und Niederschlag in Innsbruck. Seit dem Jahr 2006 ist Haas bei der Schweizer Meteomedia AG als Meteorologe und Moderator tätig. Haas leitet das Wetterprognoseturnier auf wetterturnier.de in Innsbruck mit. In den Jahren 2009 und 2012 wurde er als bester Synoptiker des Jahres ausgezeichnet. Georg Haas moderierte bereits mehrfach  das Wetter im ARD-Morgenmagazin.
| Personendaten    | Personendaten                            |
| ---------------- | ---------------------------------------- |
| NAME             | Haas, Georg                              |
| KURZBESCHREIBUNG | deutscher Meteorologe und Moderator      |
| GEBURTSDATUM     | 14. Juni 1978                            |
| GEBURTSORT       | Leipzig, Deutsche Demokratische Republik |